# Bothrideres geminatus
Bothrideres geminatus is een keversoort uit de familie knotshoutkevers (Bothrideridae). De wetenschappelijke naam van de soort werd in 1825 gepubliceerd door Thomas Say.